# احتفالية إطلاق سفينة

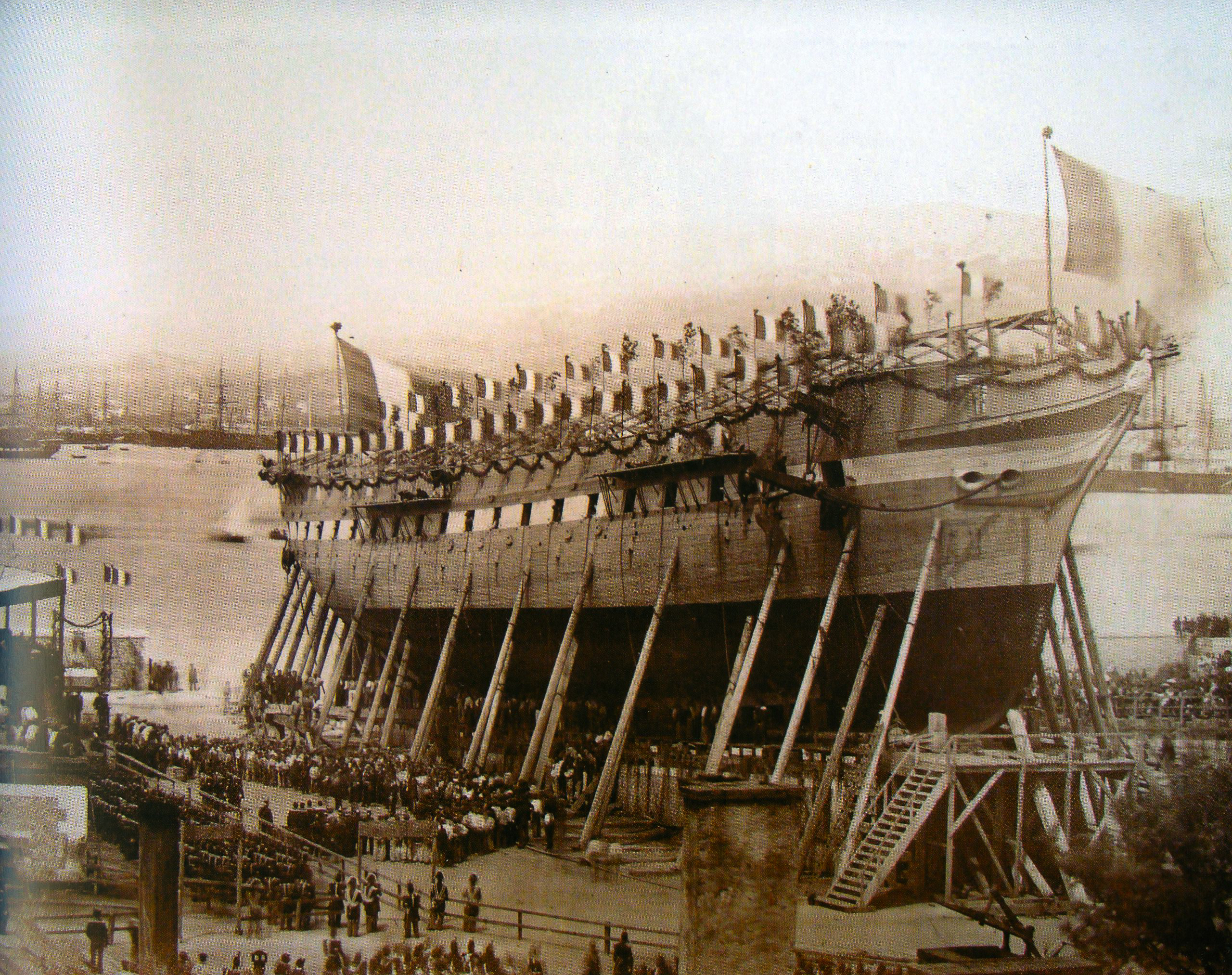

احتفالية إطلاق سفينة هي عملية نقل سفينة إلى الماء. إنه تقليد بحري في العديد من الثقافات، ويعود تاريخه إلى آلاف السنين.

## التاريخ

### القديم
يصف السرد البابلي الذي يرجع تاريخه إلى الألفية الثالثة قبل الميلاد إكمال السفينة: 
 فتحات على الماء توقفت ؛ لقد بحثت عن الشقوق والأجزاء المطلوبة التي حددتها: ثلاثة ساري من البيتومين سكبته في الخارج. إلى الآلهة تسببت في التضحية بالثور. 
 دعا المصريون والإغريق والرومان آلهتهم لحماية البحارة. استحضر الإحسان من ملك البحار - بوسيدون في الأساطير اليونانية، نبتون في الأساطير الرومانية.

## حسب البلد
يمكن القول أن احتفالية الإطلاق تُشير إلى ميلاد السفينة؛ وقد أجريت هذه مراسم إطلاق السفينة عبر التاريخ لصلاة من أجل حسن الحظ والسلامة لسفن الجديدة.

### كندا
في كندا، يقوم سكان كندا الأصليون بإقامة احتفالات عند إطلاق السفن إلى جانب طرق إطلاق أخرى.

## روابط خارجية
- صور حفل إطلاق سفينة الفضاء الأمريكية صمويل ب. روبرتس (8 ديسمبر 1984) (FFsG 58)
- معرض على الإنترنت لمراسم إطلاق السفن من النصف الأول من القرن العشرين
- فيديو قصير للسفن التي يتم إطلاقها بشكل جانبي